# Kees ter Bruggen
Kees ter Bruggen, geboren als Willy ter Bruggen, (Amsterdam, 11 januari 1950) is een Nederlands danseres, fotomodel en actrice.

## Biografie
Ter Bruggen, die geboren werd als Willy ter Bruggen, begon op haar veertiende met dansen. Ze had een dansopleiding genoten bij de danseres en choreografe Helen le Clercq (1932-1989) voor ze twee seizoenen danste in Duitse televisieshows. Daarnaast was ze ook actief als fotomodel. Ter Bruggen werkte onder meer mee aan muzikale theaterproducties, televisieshows van presentator Willem Ruis en aan de Carré-show met acteur Gerard Cox. Ze was verder ook als actrice (en leerling van actrice Liane Saalborn) te zien in enkele televisie- en filmproducties.

## Filmografie
- De Stichting Durmazon presenteerd: Dur mag zoveel niet. (1974)
- Rooie Sien - Cafébezoeker (1975)
- Meneer Klomp - Serveerster (1978)
- Mijn vriend - Cecile (1979)
- Ik ben Joep Meloen - Verpleegster (1981)
- Moord in extase - Thea Mulder (1984)
- The Bluffers (1986)